# Locketidium
Genre
Locketidium est un genre d'araignées aranéomorphes de la famille des Linyphiidae.

## Distribution
Les espèces de ce genre se rencontrent au Malawi, au Kenya et en Tanzanie.

## Liste des espèces
Selon World Spider Catalog (version 16.5, 21/10/2015) :
- Locketidium bosmansi Jocqué, 1981
- Locketidium couloni Jocqué, 1981
- Locketidium stuarti Scharff, 1990

## Publication originale
- Jocqué, 1981 : Some linyphiids from Kenya with the description of Locketidium n. gen. (Araneida, Linyphiidae). Revue de Zoologie africaine, vol. 95, p. 557-569.